# Französische Bulldogge
Die Französische Bulldogge ist eine von der FCI anerkannte französische Hunderasse (FCI-Gruppe 9, Sektion 11, Standard Nr. 101)

## Herkunft und Geschichtliches
Die Französische Bulldogge wird von der Englischen Bulldogge alten Typs hergeleitet, die unter anderem zum Bullbaiting und in Hundekämpfen verwendet wurde. Nachdem Hundekämpfe verboten wurden, änderte sich auch das Zuchtziel. Statt rauflustiger Hunde waren nun kleinere, friedlichere Hunde gefragt. Bei der Zucht entstand so der Toy-Bulldog, der auch im Ausland Anhänger fand, besonders in Belgien und Frankreich. In Frankreich nutzten Jäger diesen Typ auch als Jagdhund, indem sie ihn mit Terriern kreuzten. Diese wurden auch als Meutehunde geführt, wogen etwa 20 Pfund und waren meist gestromt.
In East London und in Nottingham nahmen sich die Weber und Spitzenklöppler der Zucht der kleinen Bulldoggen an, die 1836 erstmals auf einer Hundeausstellung vorgestellt wurden. Als kurz vor der Jahrhundertwende in der Normandie große Spitzenfabriken entstanden, wanderten englische Spitzenklöppler, vor allem aus Nottingham, nach Frankreich aus und ließen sich in der Gegend von Calais nieder. Sie brachten die kleinen Bulldoggen mit, die um die zehn Kilogramm wogen, und setzten deren ungeregelte Zucht in der neuen Heimat fort – teils aus Liebhaberei, teils zur Aufstockung ihres Einkommens. Welche Rassen zum heutigen Aussehen beitrugen, lässt sich kaum mehr nachvollziehen. Emil Hauck ebenso wie Else Trenkle erwähnt Einkreuzungen von Terriern und Möpsen. Die kurze gedrehte Rute sowie die vorstehenden Augen stammen vermutlich vom Mops. Es steht fest, dass Stehohren erst in Frankreich zum Rassemerkmal gezüchtet wurden.
Etwa um 1900 kam die Hunderasse nach England zurück, stieß aber dort zuerst wegen der aufrechtstehenden Ohren auf den Spott der Bevölkerung. Diese Hunde wurden mangels eines separaten Standards auf Ausstellungen wie die Englische Bulldogge gerichtet.
Der erste Verein für die Zucht dieses damals noch „Terrier-Boules“ genannten Hundes wurde 1880 gegründet, 1885 das erste Zuchtbuch eröffnet und 1888 der erste Standard festgelegt. Die Ohrenform war noch nicht ganz einheitlich. Als Stammvater des heutigen Typs gilt der Rüde „Loupi“. Er wurde etwa 15 Jahre alt und erscheint in fast allen Stammbäumen. Lange Zeit war die Rasse eine Rasse der Unterschicht. Das änderte sich erst, als der englische König Eduard VII. einen weißen Hund mit „Fledermausohren“, Knickrute und etwas krummen Vorderläufen kaufte.
1888 fand die französische Bulldogge auch ihren Weg in die USA und wurde dort schnell beliebt. 1896 wurde in New York der erste Club gegründet. Gerade Hunde mit Fledermausohren wurden in der ersten Zeit sehr hoch gehandelt; nach der Jahrhundertwende wurden für solche Exemplare bis zu 5000 US-Dollar bezahlt. Bald darauf flachte der Boom allerdings wieder ab.
Ein erster Standard entstand 1898. Er wurde 1931/32 und 1948 geändert. 1954 erfolgte die Anerkennung der Rasse durch die Fédération Cynologique Internationale (FCI). 1986 nahmen Raymond Triquet und H. F. Reant sowie 1994 Violette Guillon weitere Überarbeitungen des Standards vor. Die aktuelle Version wurde 2014 durch die FCI publiziert (deutsche Übersetzung 2017). Sie resultiert aus einer Revision des Standards durch das Comité du Club du Bouledogue Français 2012.

## Beschreibung
Die Französische Bulldogge ist muskulös, beweglich und drahtig. Fledermausohren, meist genetisch bedingte Stummelrute, kurzer Fang und ein breiter, eckiger Kopf kennzeichnen den bis 14 kg schweren Hund, der durch das kurze Fell eher empfindlich gegen extreme Temperaturen ist.
Der massive Kopf hat einen zwischen den Ohren flachen Schädel, gewölbte Stirn und gut ausgeprägten Stop. Die Stirnfurche reicht bis in Augenhöhe. Die Kopfhaut ist lose, weich und weist symmetrische Falten auf. Der Fang ist kurz und gut zurückgelegt mit einem sehr kurzen Nasenrücken, kräftig entwickelten Backenmuskeln und schwarzen, dicken Lefzen, bei denen die Oberlefze die untere wohl seitlich abdeckt, aber nicht über den Unterkiefer hinausreichen darf. Die Zähne und die Zunge sind nie sichtbar. Der Unterkiefer ist sehr breit und kräftig und steht über den Oberkiefer hinaus, so dass der Hund ein Vorbeißer ist (Brachycephalie). Die weit geöffneten Nasenlöcher sind markiert getrennt. Zu beachten ist der große Abstand zwischen Augen und dem Ansatz der Ohren, die in gleicher Höhe wie der Nasenrücken liegen. Die Fledermausohren sind länglich, unten breit, an der Spitze abgerundet. Die Ohrmuschel ist von vorn ganz sichtbar.
Der kurze, kräftige Hals hat lose Haut – aber keine Wamme – und geht gut gewölbt in den kurzen, birnenförmigen, mit Karpfenrücken versehenen Rumpf über. Der Rücken ist kurz, an den Schultern breit, dahinter leicht abfallend, zur Lendenpartie hin wieder hochgezogen und sich verjüngend. Die starken, muskulösen Läufe sind dadurch charakterisiert, dass die Hinterhand etwas länger ist als die Vorderhand.
Die Rute ist tief angesetzt, dick im Ansatz mit rascher Verjüngung, kurz und gerade. Familiär gehäufte oder sporadisch vorkommende Knick- oder Korkenzieherruten sind zulässig, jedoch nicht erwünscht.
Das Haar ist fein, kurz und glänzend. Nach dem FCI-Standard sind die Haarfarben fawn (falbfarben), gestromt (eine Mischung von schwarzen, blonden, mittel- bis dunkelbraunen und nicht allzu dunkelrötlichen Haaren) und gescheckt anerkannt. Weiße Hunde werden der Farbe „gestromtes Fawn mit überhandnehmender weißer Scheckung“ zugeordnet. Kleine, weiße Abzeichen sind bei gestromten Exemplaren erlaubt.
Nicht anerkannt (ausschließende Fehlfarben) sind schwarz mit rotem Brand („black and tan“), mausgrau („blau“) und braun.
Die Französische Bulldogge zählt zu den brachycephalen Rassen und ist – in individuell unterschiedlichem Maß – von damit verbundenen gesundheitlichen Problemen betroffen – siehe Thema Qualzucht. Dazu zählt zum Beispiel die modebedingt kleiner gezüchtete Nase, was bei den Tieren zu Atemproblemen führt und gesundheitliche Folgen hat, da es den Hunden nicht möglich ist, ihre Körpertemperatur über die Atmung zu regulieren.

## Situation in den Niederlanden
In den Niederlanden ist seit 2014 die Zucht von kurznasigen Hunden aller Rassen, einschließlich der Mischlinge, grundsätzlich als Qualzucht verboten, soweit deren Nasenlänge nicht mindestens ein Drittel der Kopflänge beträgt.
In einer Mitteilung des Ministeriums LNV (Ministerium für Landwirtschaft, Natur und Lebensmittelqualität) vom 16. März 2019 wurde bekanntgegeben, dass ab sofort begonnen wird, anhand von Kontrollen dieses Gesetz durchzusetzen. Im Fokus stehen insbesondere wegen möglichem Atemwegssyndrom (BOAS) alle brachycephalen Rassen.